# Saison 1940-1941 des Canadiens de Montréal
Autres saisons
Saison précédente Saison suivante
La saison 1940-1941 de hockey sur glace est la 32e saison que jouent les Canadiens de Montréal. Ils évoluent alors dans la Ligue nationale de hockey et finissent à la 6e place au classement.

## Saison régulière

### Classement
| Équipe                 | V  | D  | N  | Pts | BP  | BC  | Pun |
| ---------------------- | -- | -- | -- | --- | --- | --- | --- |
| Bruins de Boston       | 27 | 8  | 13 | 67  | 168 | 102 | 246 |
| Maple Leafs de Toronto | 28 | 14 | 6  | 62  | 145 | 99  | 306 |
| Red Wings de Détroit   | 21 | 16 | 11 | 53  | 112 | 102 | 337 |
| Rangers de New York    | 21 | 19 | 8  | 50  | 143 | 125 | 356 |
| Black Hawks de Chicago | 16 | 25 | 7  | 39  | 112 | 139 | 335 |
| Canadiens de Montréal  | 16 | 26 | 6  | 38  | 121 | 147 | 435 |
| Americans de New York  | 8  | 29 | 11 | 27  | 99  | 186 | 231 |

## Match après match

### Novembre
| No | Date        | Visiteur               | Score | Domicile               | Fiche | Pts |
| -- | ----------- | ---------------------- | ----- | ---------------------- | ----- | --- |
| 1  | 3 novembre  | Bruins de Boston       | 1-1   | Les Canadiens          | 0-0-1 | 1   |
| 2  | 10 novembre | Blackhawks de Chicago  | 3-1   | Les Canadiens          | 0-1-1 | 1   |
| 3  | 14 novembre | Maple Leafs de Toronto | 6-2   | Les Canadiens          | 0-2-1 | 1   |
| 4  | 16 novembre | Les Canadiens          | 2-4   | Maple Leafs de Toronto | 0-3-1 | 1   |
| 5  | 17 novembre | Les Canadiens          | 4-4   | Blackhawks de Chicago  | 0-3-2 | 2   |
| 6  | 21 novembre | Les Canadiens          | 1-2   | Red Wings de Détroit   | 0-4-2 | 2   |
| 7  | 23 novembre | Americans de New York  | 1-3   | Les Canadiens          | 1-4-2 | 4   |
| 8  | 24 novembre | Les Canadiens          | 1-2   | Americans de New York  | 1-5-2 | 4   |
| 9  | 26 novembre | Les Canadiens          | 3-2   | Bruins de Boston       | 2-5-2 | 6   |
| 10 | 30 novembre | Les Canadiens          | 1-6   | Rangers de New York    | 2-6-2 | 6   |

### Décembre
| No | Date        | Visiteur              | Score | Domicile               | Fiche  | Pts |
| -- | ----------- | --------------------- | ----- | ---------------------- | ------ | --- |
| 11 | 5 décembre  | Rangers de New York   | 3-2   | Les Canadiens          | 2-7-2  | 6   |
| 12 | 7 décembre  | Red Wings de Détroit  | 2-3   | Les Canadiens          | 3-7-2  | 8   |
| 13 | 12 décembre | Les Canadiens         | 3-4   | Maple Leafs de Toronto | 3-8-2  | 8   |
| 14 | 15 décembre | Les Canadiens         | 2-1   | Red Wings de Détroit   | 4-8-2  | 10  |
| 15 | 19 décembre | Les Canadiens         | 0-2   | Blackhawks de Chicago  | 4-9-2  | 10  |
| 16 | 21 décembre | Bruins de Boston      | 1-3   | Les Canadiens          | 5-9-2  | 12  |
| 17 | 26 décembre | Blackhawks de Chicago | 5-7   | Les Canadiens          | 6-9-2  | 14  |
| 18 | 28 décembre | Americans de New York | 0-3   | Les Canadiens          | 7-9-2  | 16  |
| 19 | 31 décembre | Les Canadiens         | 2-4   | Americans de New York  | 7-10-2 | 16  |

### Janvier
| No | Date        | Visiteur               | Score | Domicile               | Fiche   | Pts |
| -- | ----------- | ---------------------- | ----- | ---------------------- | ------- | --- |
| 20 | 1er janvier | Les Canadiens          | 2-1   | Rangers de New York    | 8-10-2  | 18  |
| 21 | 4 janvier   | Rangers de New York    | 3-3   | Les Canadiens          | 8-10-3  | 19  |
| 22 | 5 janvier   | Les Canadiens          | 0-3   | Red Wings de Détroit   | 8-11-3  | 19  |
| 23 | 7 janvier   | Maple Leafs de Toronto | 4-3   | Les Canadiens          | 8-12-3  | 19  |
| 24 | 9 janvier   | Les Canadiens          | 1-3   | Blackhawks de Chicago  | 8-13-3  | 19  |
| 25 | 11 janvier  | Bruins de Boston       | 2-1   | Les Canadiens          | 8-14-3  | 19  |
| 26 | 12 janvier  | Les Canadiens          | 5-7   | Bruins de Boston       | 8-15-3  | 19  |
| 27 | 16 janvier  | Blackhawks de Chicago  | 1-5   | Les Canadiens          | 9-15-3  | 21  |
| 28 | 18 janvier  | Red Wings de Détroit   | 1-2   | Les Canadiens          | 10-15-3 | 23  |
| 29 | 23 janvier  | Maple Leafs de Toronto | 3-2   | Les Canadiens          | 10-16-3 | 23  |
| 30 | 25 janvier  | Les Canadiens          | 2-2   | Maple Leafs de Toronto | 10-16-4 | 24  |

### Février
| No | Date       | Visiteur              | Score | Domicile               | Fiche   | Pts |
| -- | ---------- | --------------------- | ----- | ---------------------- | ------- | --- |
| 31 | 2 février  | Les Canadiens         | 1-2   | Rangers de New York    | 10-17-4 | 24  |
| 32 | 4 février  | Les Canadiens         | 3-5   | Bruins de Boston       | 10-18-4 | 24  |
| 33 | 6 février  | Red Wings de Détroit  | 4-4   | Les Canadiens          | 10-18-5 | 25  |
| 34 | 8 février  | Americans de New York | 3-3   | Les Canadiens          | 10-18-6 | 26  |
| 35 | 9 février  | Les Canadiens         | 3-6   | Americans de New York  | 10-19-6 | 26  |
| 36 | 11 février | Rangers de New York   | 2-6   | Les Canadiens          | 11-19-6 | 28  |
| 37 | 13 février | Les Canadiens         | 6-5   | Blackhawks de Chicago  | 12-19-6 | 30  |
| 38 | 15 février | Bruins de Boston      | 5-0   | Les Canadiens          | 12-20-6 | 30  |
| 39 | 16 février | Les Canadiens         | 1-2   | Red Wings de Détroit   | 12-21-6 | 30  |
| 40 | 20 février | Les Canadiens         | 1-2   | Maple Leafs de Toronto | 12-22-6 | 30  |
| 41 | 22 février | Blackhawks de Chicago | 3-7   | Les Canadiens          | 13-22-6 | 32  |
| 42 | 27 février | Les Canadiens         | 2-5   | Rangers de New York    | 13-23-6 | 32  |

### Mars
| No | Date     | Visiteur               | Score | Domicile              | Fiche   | Pts |
| -- | -------- | ---------------------- | ----- | --------------------- | ------- | --- |
| 43 | 1er mars | Rangers de New York    | 3-1   | Les Canadiens         | 13-24-6 | 32  |
| 44 | 2 mars   | Les Canadiens          | 3-2   | Americans de New York | 14-24-6 | 34  |
| 45 | 6 mars   | Maple Leafs de Toronto | 3-4   | Les Canadiens         | 15-24-6 | 36  |
| 46 | 8 mars   | Red Wings de Détroit   | 4-0   | Les Canadiens         | 15-25-6 | 36  |
| 47 | 9 mars   | Les Canadiens          | 0-8   | Bruins de Boston      | 15-26-6 | 36  |
| 48 | 15 mars  | Americans de New York  | 0-6   | Les Canadiens         | 16-26-6 | 38  |